# Vitaliano VI. Borromeo

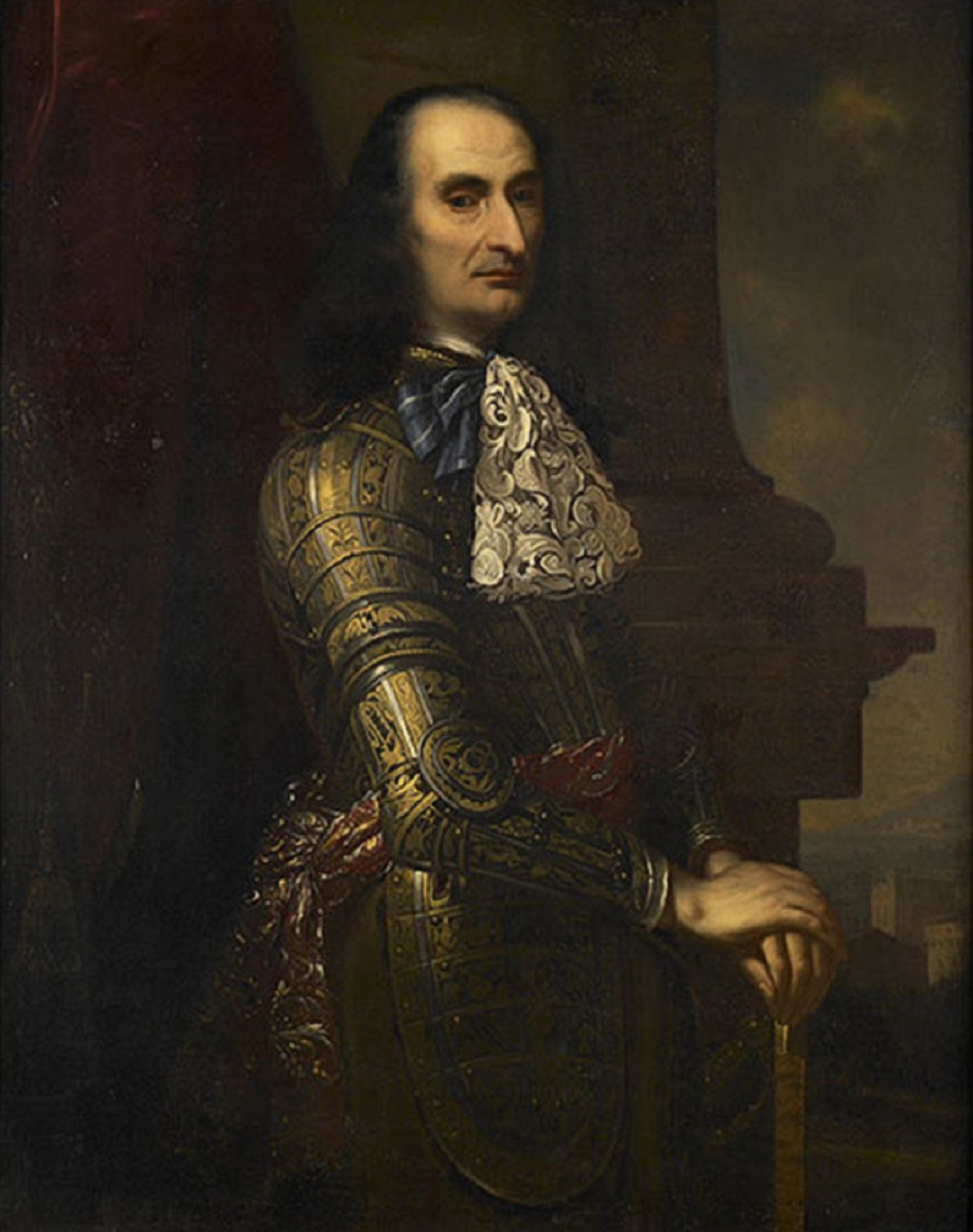
Salomon Adler: Portrait Vitaliano VI. Borromeo

Vitaliano VI. Borromeo (* 20. April 1620 in Mailand; † 8. Oktober 1690 ebenda) war ein Mitglied des lombardisch-piemontesischen Adelsgeschlechts Borromeo.

## Leben
Vitaliano wurde als dritter Sohn von Carlo III. Borromeo und Isabella D’Adda geboren. Er studierte – wie sein Bruder Giberto – Rechtswissenschaft, in Rom und Pavia. Danach verfolgte er eine militärische Karriere und nahm am französisch-spanischen Krieg (1647/1648) teil. Die spanische Krone betraute ihn mit mehreren diplomatischen Aufträgen, bis er sich ab 1650 voll Eifer mit dem Ausbau und der künstlerischen Ausstattung des Borromäischen Palastes sowie der Verfeinerung der Gartenanlagen auf der Isola Bella im Lago Maggiore befasste.
Er gewann für dieses ehrgeizige Vorhaben bedeutende Architekten und Maler und konnte so eine der herausragenden Gemäldesammlungen seiner Zeit zusammentragen.
Zu den von ihm beauftragten Künstlern zählte auch Pieter Mulier d. J., genannt „il Tempesta“, den er aus dem Gefängnis von Genua befreien ließ, wo dieser wegen Mordes an seiner Ehefrau gefangen war.
Vitaliano Borromeo starb 1690 in Mailand, sein Herz ist auf der Isola Bella begraben.